# Friaziewo (stacja kolejowa)
Friaziewo (ros. Фрязево) – węzłowa stacja kolejowa w miejscowości Friaziewo, w rejonie elektrostalskim, w obwodzie moskiewskim, w Rosji. Węzeł linii z moskiewskich dworców Kurskiego i Jarosławskiego na nowym szlaku Kolei Transsyberyjskiej ze ślepą linią do Nogińska.

## Historia
Stacja powstała w czasach carskich na linii Moskwa – Niżny Nowogród, pomiędzy stacjami Chrapunowo i Pawłowo. Początkowo nosiła nazwę Bogorodsk, następnie Stiopanowo i kolejno Gżel. Obecną nazwę nosi od 1911.